# Carlos Alberto Cruz Boix
Carlos Boix (n. La Habana, 14 de junio de 1949) es un artista cubano.
Entre 1975 y 1978 fue historietista en el periódico Juventud Rebelde de La Habana, Cuba.
Ha residido en Cuba, Suecia, Argelia, Francia, Túnez y Suiza.
Desarrolla su obra en la pintura, el dibujo, el grabado, la cerámica y el diseño gráfico.

## Exposiciones Personales
- 2007 Galería de José de Ibarra, Barcelona, España
- 2007 Deutscher Ring, Hamburgo, Alemania
- 2005 Galería Sonia Zannettacci, Ginebra, Suiza
- 2005 Artevie, Abbaye de Cercanceaux, Souppes sur Loing, Francia
- 2004 Modern Art Gallery Studio f.22, Palazzolo s/O, Italia
- 2002 Eskilstuna Konstmuseum, Eskilstuna, Suecia
- 2002 Monasterio de San Francisco, La Habana, Cuba
- 2002 Galería Sonia Zannettacci, Ginebra, Suiza
- 2001 Dalarnas Musuem, Falun, Suecia
- 2000 Modern Art Gallery Studio f.22, Palazzolo s/O, Italia
- 1999 Salon Art Open, Essen, Alemania
- 1999 Galerie Cherif Fine Art, La Marsa, Tunisia
- 1998 Galerie Arte Monaco, Monte Carlo, Monaco
- 1996 Galerie Art Présent, Paris, Francia
- 1995 Galerie Editart, Geneva, Suiza
- 1994 Moderne Art Gallery Studio f.22, Palazzolo s/O, Italia
- 1994 Galleria Severgnini, Cernusco-Milano, Italia
- 1993 Galerie L'Orangerie, Neuchâtel, Suiza
- 1992 Centre d'Art en l'Ile, Ginebra, Suiza
- 1992 Galleria Severgnini, Cernusco-Milano, Italia
- 1991 Galleria Línea 70, Verona, Italia
- 1991 Galleria de Clemente, Brescia, Italia
- 1990 Modern Art Gallery Studio f.22, Palazzolo s/O, Italia
- 1990 Galleria Rinaldo Rotta, Génova, Italia
- 1988 Galerie L'Oeil du Boeuf, Paris, Francia
- 1984 Konstfrämjandet, Estocolmo, Suecia
- 1983 Latinamerikanska institutet, Estocolmo, Suecia
- 1980 Museo de Artes Decorativas, La Habana, Cuba
- 1980 Fundación Wifredo Lam, La Habana, Cuba
- 1979 Galería de la UNEAC, La Habana, Cuba
- 1979 Galería de Plaza, La Habana, Cuba
- 1979 Konstfrämjandet, Estocolmo, Suecia
- 1975 Prensa Latina, La Habana, Cuba

## Exposiciones Colectivas
- 2006 Art en Capital, Grand Palais, Paris, Francia
- 2003 Modern Art Gallery Studio f.22, Palazzolo s/O, Italia
- 2001 Galerie Reinhold Ketelbutere, Bruxelles, Bélgica
- 1997 Galleria Artistudio, Milano, Italia
- 1997 Galleria del Rigoletto, Milano, Italia
- 1996 Salon de Mai, Paris, Francia
- 1996 Galleria Severgnini, Cernusco-Milano, Italia
- 1995 Galerie Editart, Ginebra, Suiza
- 1995 Salon Comparaisons, Paris, Francia
- 1995 Salon de Mai, Paris, Francia
- 1995 Grands et jeunes d'aujourd'hui, Paris, Francia
- 1994 Modern Art Gallery Studio f.22, Palazzolo s/O, Italia
- 1994 Galleria Severgnini, Cernusco-Milano, Italia
- 1993 Galerie de l'Orangerie, Neuchâtel, Suiza
- 1991 Art Gallery Pewny, Ginebra, Suiza
- 1991 Galerie Editart, Ginebra, Suiza
- 1991 Institut National Genevois, Ginebra, Suiza
- 1990 Galerie Editart, Ginebra, Suiza
- 1990 Salon Comparaisons, Paris, Francia
- 1990 Espacio Latinoamericano, Paris, Francia
- 1990 Modern Art Gallery Studio f.22, Palazzolo s/O, Italia
- 1988 Espacio Latinoamericano, Paris, Francia
- 1984 Bienal Internacional de La Habana, Cuba

## Colecciones
Su obra forma parte de numerosas instituciones como la Casa de las Américas, Habana, Cuba; la Moderna Museet, Stockholm, Suiza; el Museo Nacional de Bellas Artes, Habana, Cuba; la Offices of the National Bank of Cuba, London, U.K.

## Premios
A lo largo de su labor creativa ha sido gratificado con varios reconocimientos, entre ellos encontramos el Primer Premio de Dibujo en el Salón Nacional para Artistas Jóvenes en el Museo Nacional de Bellas Artes, Habana, Cuba en 1971 y en el I Salón Nacional de Pintura y Escultura Carlos Enríquez, Centro de Arte, Habana, Cuba en 1980.